# مواطنون ضد الانقلاب
مواطنون ضد الإنقلاب - المبادرة الديمقراطية هي حملة أطلقتها مجموعة من الشخصيات في تونس في بداية شهر سبتمبر 2021 لمواجهة قرارات 25 يوليو التي أعلن عنها الرئيس قيس سعيد والتي يصفونها بالإنقلاب على الدستور.
تلقت الحملة دعما من عديد الفاعلين السياسيين والحقوقيين المناهضين للإنقلاب، فيما قامت بتنظيم العديد من الحركات الإحتجاجية وإضرابا عن الطعام.
انصهرت المبادرة في مايو 2022 مع «جبهة الخلاص الوطني» المُعارضة.

## التاريخ

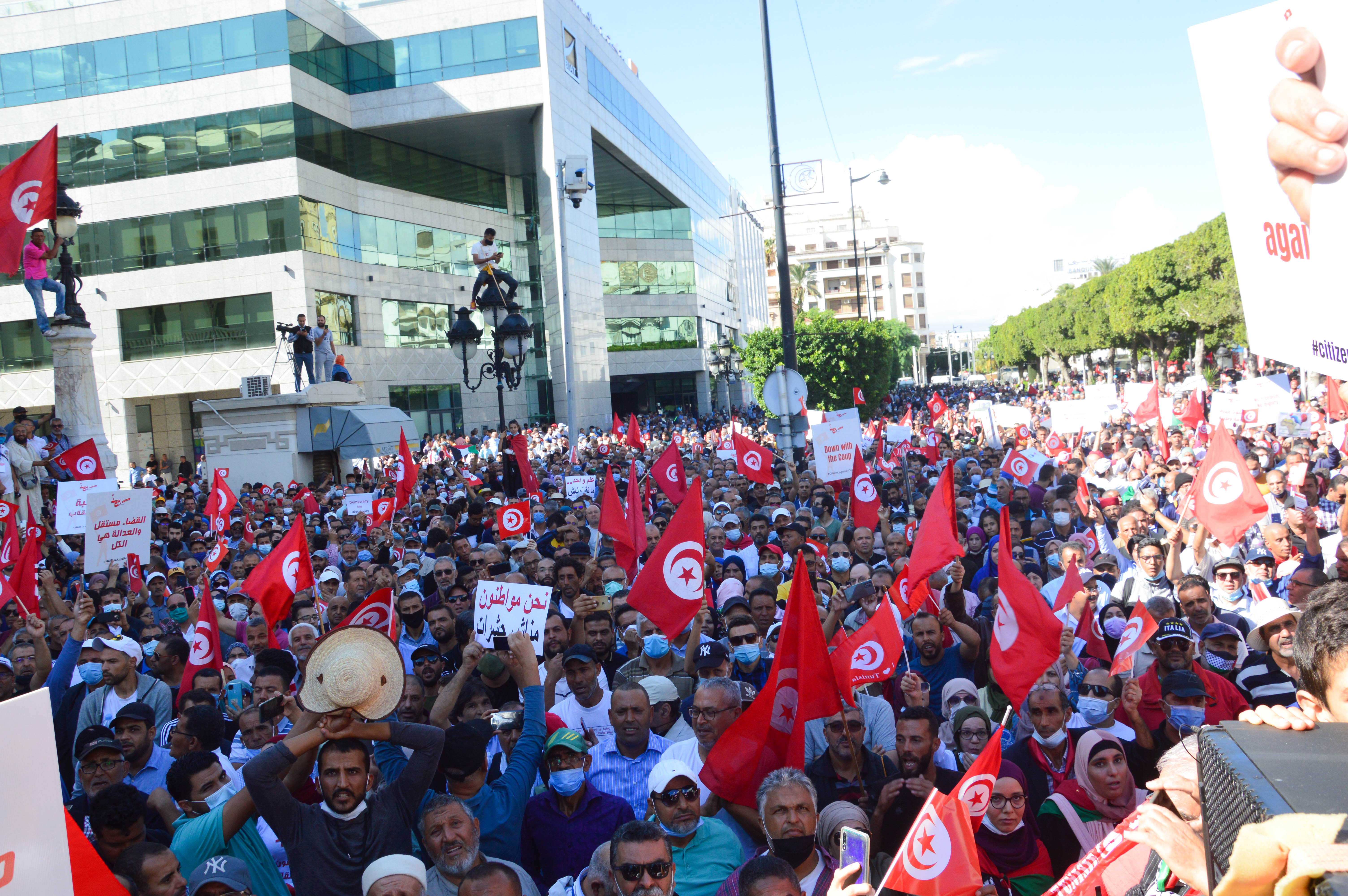
مظاهرة 10 أكتوبر 2021 من تنظيم الحملة.

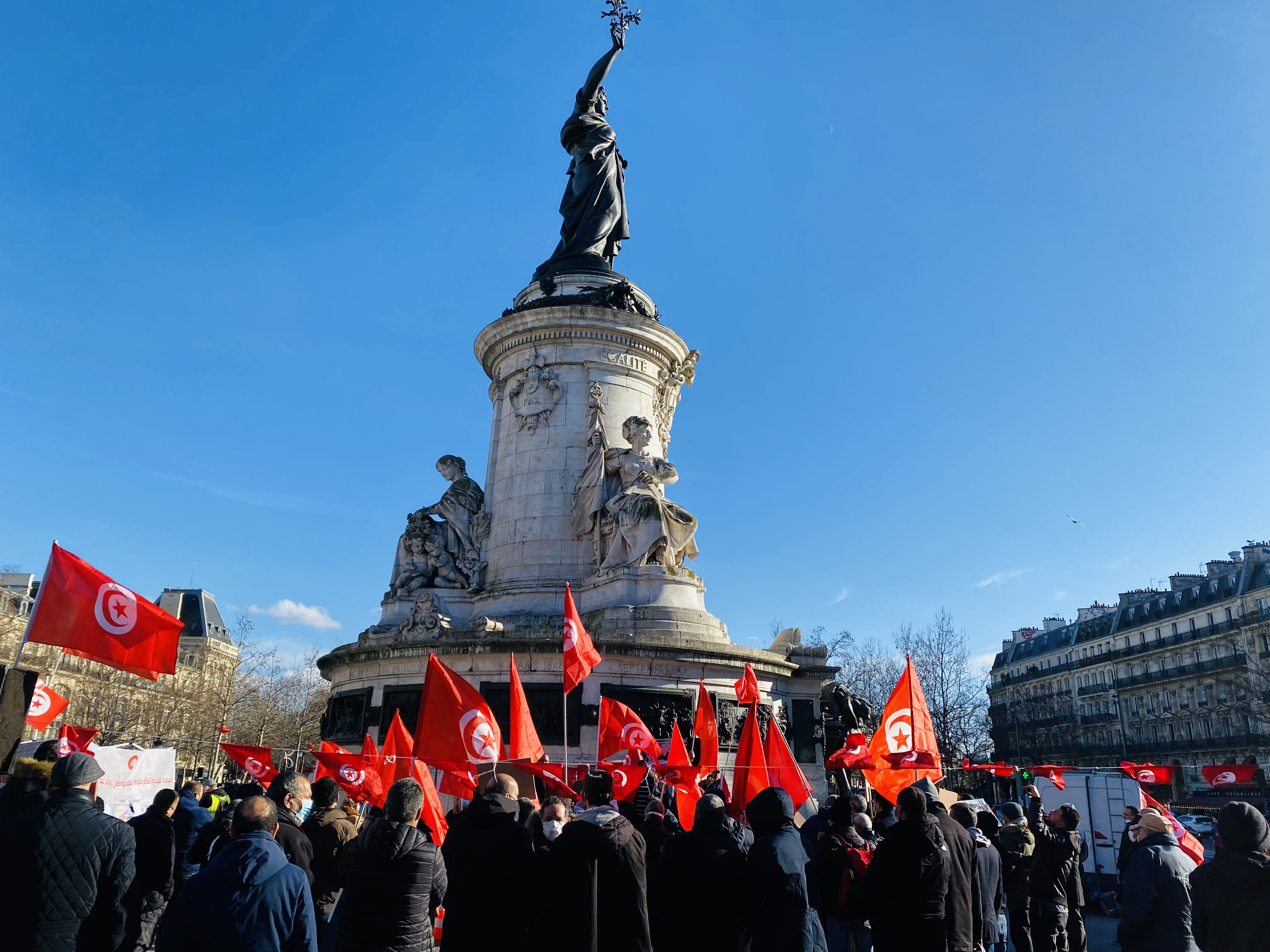
وقفة في باريس في 5 فبراير 2022 من تنظيم الحملة.

أعلن الرئيس التونسي قيس سعيد في 25 يوليو 2021 عن مجموعة من القرارات أهمها تجميد أعمال مجلس نواب الشعب ورفع الحصانة عن أعضائه وإقالة رئيس الحكومة هشام المشيشي. واجهت هاته القرارات رفضا واسعا لدى الطبقة السياسية والحقوقية.
في 14 سبتمبر 2021، أعلنت مجموعة من الشخصيات عن إطلاق مبادرة مواطنون ضد الإنقلاب التي دعت لأول وقفة احتجاجية لها في تونس العاصمة في يوم 18 سبتمبر، تلاها العديد من الوقفات الاحتجاجية في 26 سبتمبر و10 أكتوبر و14 نوفمبر و17 ديسمبر 2021 و14 يناير و30 يناير (قابس) و13 فبراير 2022. كما أطلقت المبادرة العديد من التنسيقيات في الخارج الذين نظموا العديد من الوقفات الإحتجاجية في باريس وبروكسل وميلانو وجنيف ومارسيليا وبرلين.

أعلنت المبادرة في 17 ديسمبر عن الدخول في اعتصام مفتوح في شارع الحبيب بورقيبة، ولكن إثر محاصرتهم من قبل قوات الأمن التي منعت نصب خيمة اعتصام ومنعت الدخول والخروج عليهم وجلب الأكل والماء، قررت الهيئة تعليق الاعتصام في 19 ديسمبر. 

بين 23 ديسمبر 2021 و13 يناير 2022، خاضت مجموعة من الشخصيات في حملة مواطنون ضد الانقلاب اضراب جوع بهدف إطلاق سراح النواب والمساجين السياسيين والمعتقلين إثر الاحتجاجات المناهضة للإنقلاب والكف عن تهديد القضاء ومحاولة توظيفه، وشارك في الإضراب كل من:
| - عز الدين الحزقي (ناشط يساري) - أحمد الغيلوفي (أستاذ) - زهير إسماعيل (جامعي وباحث) - العجمي الوريمي (قيادي في حركة النهضة) | - النائبة فائزة بوهلال (حركة النهضة) - النائب رفيق عمارة (حزب قلب تونس) - النائب يسري الدالي (ائتلاف الكرامة) | - النائب محمد أمين الميساوي (ائتلاف الكرامة) - النائبة محبوبة بن ضيف الله (حركة النهضة) - عبد الرؤوف بالطبيب (مستشار سابق للرئيس) |

انعقد في 28 ديسمبر لقاء مشترك بين حملة مواطنون ضد الانقلاب ومبادرة اللقاء الوطني للإنقاذ الذي يجمع كذلك عدة شخصيات مناهضة لقرارات 25 يوليو، واتفق الطرفان على مواصلة العمل المشترك للإعداد لندوة وطنية استشارية. 

في 31 ديسمبر، نشرت 11 جمعية و35 شخصية وطنية بيانا لمساندة المضربين عن الطعام. 

## الأعضاء والداعمون
تتكون الهيئة التنفيذية لمواطنون ضد الإنقلاب من:
| - جوهر بن مبارك، أستاذ قانون دستوري. - الحبيب بوعجيلة، إعلامي. - زهير إسماعيل، جامعي وباحث. - عبد الرؤوف بالطبيب، وزير مستشار سابق في ديوان رئيس الجمهورية قيس سعيد. - رضا بالحاج، المدير السابق لديوان رئيس الجمهورية الباجي قائد السبسي. - سميرة الشواشي، النائبة الأولى لرئيس مجلس نواب الشعب. | - شيماء عيسى، شاعرة وناشطة حقوقية. - شاكر الحوكي، أستاذ قانون عام. - الأمين البوعزيزي، وباحث جامعي. - أسامة الخريجي، وزير سابق. - أحمد الغيلوفي، أستاذ فلسفة وناشط حقوقي. - الصغير شامخ، كاتب. |

تلقت مبادرة مواطنون ضد الإنقلاب دعما واسعا من الشخصيات الوطنية والأحزاب والجمعيات والمنظمات التونسية، خاصة مع إضراب الجوع الذي أصبح مقره مكانا للحوار السياسي والفكري، وأما الداعمونه فهم:
- الأحزاب: حراك تونس الإرادة، حركة النهضة، ائتلاف الكرامة، حزب قلب تونس، الحزب الجمهوري، حزب الأمل، التكتل الديمقراطي، الاتحاد الشعبي الجمهوري، تيار المحبة، حركة وفاء، المؤتمر من أجل الجمهورية، حركة البناء المغاربي، حزب التيار الديمقراطي، حركة أمل وعمل
- رؤساء: المنصف المرزوقي (رئيس جمهورية سابق)، راشد الغنوشي (رئيس مجلس نواب الشعب)
- وزراء: علي الكعلي، عبد اللطيف المكي، عبد الرحمان الأدغم، أحمد نجيب الشابي، مهدي مبروك، مامية البنا، آمال عزوز، العياشي الهمامي، حسناء بن سليمان، خالد شوكات، رفيق عبد السلام، نور الدين البحيري
- نواب: سمير ديلو، عياض اللومي، الصافي سعيد، عصام الشابي، بشرى بلحاج حميدة، عبد اللطيف العلوي، فائزة بوهلال، رفيق عمارة، يسري الدالي، محمد أمين الميساوي، محبوبة بن ضيف الله، سيف الدين مخلوف، العجمي الوريمي، بلقاسم حسن، يمينة الزغلامي، عماد الخميري، عبد الباسط بن الشيخ، محمد القوماني، عامر العريض، الصحبي سمارة، أسامة الخليفي، لسعد الحجلاوي، حياة عمري، نجيب حسني، جميلة دبش، فريدة العبيدي، بشر الشابي، رباب بن اللطيف، مريم بن بلقاسم، نور الدين العرباوي، معز بلحاج رحومة، منذر بن عطية، فتحي بلقاسم، عصام برقوقي، محمد زريق، مروة بن تمروط، فارس بلال
- جامعيون: نور الدين العلوي، صلاح الدين الجورشي، منير الكشو، سناء بن عاشور، عياض بن عاشور، رافع بن عاشور، رجاء بن سلامة، أبو يعرب المرزوقي
- شخصيات أخرى: عبد الوهاب الهاني، عبد الرزاق الكيلاني، علا بن نجمة، لطفي المرايحي، البشير الصيد، رياض الشعيبي، الهادي بن عباس

## مقالات ذات صلة
- الأزمة السياسية التونسية 2021
- تنسيقية القوى الديمقراطية (تونس)
- جبهة الخلاص الوطني (تونس)

## روابط خارجية
- الصفحة الرسمية على الفيسبوك.